# Basterna

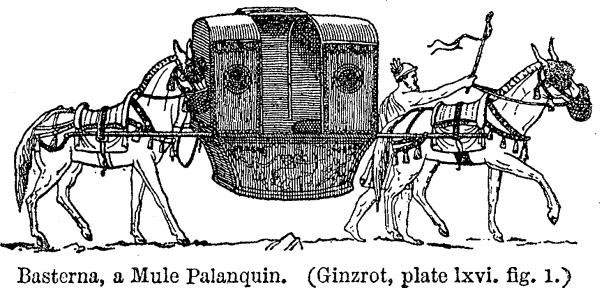
Ilustração de uma basterna

Basterna é uma liteira na Roma Antiga quando transportada por mulas em vez de escravos.